# 1259-es busz
Az 1259-es jelzésű autóbusz országos autóbuszjárat volt Budapest és Bőny között.
Útvonalhossza 118,0 km volt, menetideje 2 óra 10 perc (130 perc) volt. A hetek első munkanapját megelőző napon egy járat szállította az utasokat, ellenkező irányban Budapest és Bana között közlekedett. Munkaszüneti napok kivételével naponta egy járat közlekedett Bana és Budapest között.
A 2017. július 1-jei menetrend módosításokkal a Volánbusz Zrt. megszüntette az autóbuszvonalat

## Megállóhelyei
| 0                                                                                                  | Budapest, Népliget autóbusz-pályaudvar végállomás | 11 | 1 254E 901, 914, 914A, 918, 937, 950, 950A 607, 608, 626, 627, 628, 629, 630, 631, 632, 633, 635, 636, 654, 655, 660, 661 600, 1080, 1081, 1082, 1085, 1087, 1088, 1090, 1092, 1093, 1094, 1100, 1101, 1110, 1111, 1113, 1120, 1121, 1125, 1131, 1134, 1136, 1163, 1173, 1174, 1175, 1176, 1177, 1183, 1184, 1185, 1188, 1190, 1191, 1193, 1194, 1201, 1202, 1203, 1204, 1205, 1206, 1212, 1224, 1229, 1230, 1240, 1241, 1242, 1243, 1251, 1253, 1254, 1257, 1268, 1269 |
| A szürke hátterű megállóhelyeken Bana felé csak felszállni, Budapest felé csak leszállni lehetett. |                                                   |    | |
| 1                                                                                                  | Budapest, Petőfi híd, budai hídfő                 | 10 | 4, 6 153, 154B, 212 918 1163, 1173, 1174, 1175, 1176, 1177, 1183, 1184, 1185, 1188, 1190, 1191, 1193, 1194, 1201, 1202, 1203, 1204, 1205, 1206, 1212, 1224, 1229, 1230, 1240, 1241, 1242, 1243, 1251, 1253, 1254, 1257, 1268, 1269 |
| 2                                                                                                  | Budapest, Újbuda-központ                          | 9  | 4, 17, 41, 47, 47B, 48, 56 53, 58, 150, 154 918, 973 1163, 1173, 1174, 1175, 1176, 1177, 1183, 1184, 1185, 1188, 1190, 1191, 1193, 1194, 1201, 1202, 1203, 1204, 1205, 1206, 1212, 1224, 1229, 1230, 1240, 1241, 1242, 1243, 1251, 1253, 1254, 1257, 1268, 1269 |
| 3                                                                                                  | Budapest, Sasadi út                               | 8  | 8E, 40, 40B, 40E, 53, 87, 88, 88B, 108E, 153, 154, 172, 172B, 173, 187, 222 908, 940, 941, 972, 972B 724, 731, 732, 734, 735, 736, 760, 762, 763, 777, 778, 799 1163, 1173, 1174, 1175, 1176, 1177, 1183, 1184, 1185, 1188, 1190, 1191, 1193, 1194, 1201, 1202, 1203, 1204, 1205, 1206, 1212, 1224, 1229, 1230, 1240, 1241, 1242, 1243, 1251, 1253, 1254, 1256, 1257, 1268, 1269                                                                                        |
| 4                                                                                                  | Tatabánya, autóbusz-állomás                       | 7  | 1, 1F, 5, 6, 6S, 6Y, 11, 13, 14, 14A, 14S, 15, 16, 16Y, 17, 17F, 21, 21A, 21Y, 23, 25 1256, 1257, 1268, 1628, 1702, 1784, 1824, 1841, 1842, 1843, 1844, 1845, 1846, 1848, 1850, 1851, 1852 8400, 8401, 8402, 8403, 8406, 8410, 8419, 8421, 8422, 8423, 8432, 8435, 8436, 8437, 8441, 8442, 8443, 8444, 8460, 8462, 8463, 8464, 8471, 8472, 8479 S10 , G10 , S12 , IC, EC, EN, gyorsvonat, nemzetközi IC, nemzetközi gyorsvonat,                                         |
| 5                                                                                                  | Tata, Kristály Szálló                             | 6  | 5, 5A 1841, 1850, 1852 8400, 8401, 8462, 8471, 8472, 8479, 8716 |
| 6                                                                                                  | Tata, autóbusz-állomás                            | 5  | 1, 1A, 1E, 1G, 1R, 1Y, 2, 2A, 3, 5, 5A, 7, 8, 8A, 8Y, 88, 88Y 1841, 1850, 1852 8400, 8401, 8402, 8406, 8462, 8471, 8472, 8574, 8587, 8660, 8700, 8706, 8716, 8726, 8727, 8736, 8706, 8726, 8727, 8740, 8741 |
| 7                                                                                                  | Kocs, cukrászda                                   | 4  | 1850 8471, 8472, 8736, 8740 |
| 8                                                                                                  | Nagyigmánd, autóbusz-váróterem                    | 3  | 1850 7011, 8471, 8624, 8671, 8673, 8682, 8687, 8697, 8736, 8738 |
| 9                                                                                                  | Bábolna, autóbusz-forduló                         | 2  | 1850, 1852 7010, 7011, 7012, 8471, 8600, 8618, 8666, 8687, 8697, 8736 |
| 10                                                                                                 | Bana, TSZ. iroda végállomás                       | 1  | 1850, 1852 7010, 7011, 7012, 8471, 8682 |
| | Bőny, faluközpont végállomás                      | 0  | 1850, 1852 7010, 7011, 7012 |